# Halometasone
Halometasone là một corticosteroid tri-halogen tổng hợp mạnh (Nhóm III) cho ứng dụng tại chỗ sở hữu các đặc tính chống viêm, chống viêm, chống viêm, chống dị ứng và chống dị ứng rõ rệt. Nó đã được phê duyệt ở nhiều nước châu Âu bao gồm Tây Ban Nha, Đức, Thụy Sĩ, Áo, Hà Lan, Bỉ và Bồ Đào Nha và các quốc gia khác như Trung Quốc, Hồng Kông, Thổ Nhĩ Kỳ, Israel, Nam Phi và Ấn Độ.
Nó đã được sử dụng để điều trị bệnh vẩy nến mạn tính Vulgaris  và bệnh da liễu cấp tính không nhiễm trùng (eczema). Một nghiên cứu đã chứng minh rằng kem halometasone 0,05% có hiệu quả hơn kem betamethasone 0,05% trong điều trị viêm da, mặc dù cả hai đều dung nạp tốt mà không có tác dụng phụ toàn thân được báo cáo.